# Campbelliták
A campbelliták (ejtsd. Kembeliták) azaz a Campbell-mozgalom képviselői vagy más néven Krisztus Tanítványai (Disciples of Christ) vagy Krisztus Egyházai (Church of Christ) a 19. század elején, a második nagy ébredés idején keletkezett vallási csoportok, Alexander Campbell (1788–1866) követői.

## Történet
Alexander Campbell 1809-ben került Írországból Amerikába, ahol Pennsylvániában volt presbiteriánus lelkész. Apja (Thomas) csalódott az egyházában és kritikussá vált a gyülekezettel szemben, mert úgy gondolta az egyházban nem ragaszkodnak szigorúan a Biblia tanításához, hanem hozzátesznek ahhoz olyan témák esetében, amikről a bibliában nem található tanítás. Ezért (ennek kiküszöbölése érdekében) az alábbi – minden hívők számára követendő – alapelv meghatározását látta szükségesnek: „Ha az írás beszél, akkor mi is beszélünk, ha az írás hallgat, mi is hallgatunk”. Ezzel a tantétellel támasztották alá többek között a gyermekkeresztség gyakorlatának elvetését, illetve ezzel érveltek annak érvénytelensége mellett. 
A két Campbell több más hívővel közösen újra megkeresztelkedett ez úttal teljes víz alá merítéssel, majd belépett egy baptista gyülekezetbe. Később az ifjabb Campbell a baptisták több szokásával és tanításával szemben kritikussá vált.
Idővel elutasított minden hitvallási formulát, meggyőződése volt ugyanis, hogy a kereszténység nem kíván mást, mint Krisztus személyes megvallását a keresztségben.
Hitvallást ugyan nem készített, de nézeteinek alaptételei mégis megállapíthatók. 
Három alapelve van :
1. A Szentlélek nem közvetlenül, hanem a szentíráson keresztül nyilvánul meg.
2. Az újjászületés addig nem teljes, míg a bemerítkezés meg nem történt.
3. A keresztség lemossa a bűnöket.

1826-ban új bibliafordítást adott ki és a következő évben a hívei külön is szerveződtek. 1832-ben egyesültek a Stone-mozgalom híveivel és létrehozták a Restaurációs mozgalmat.